# Zosterops melanurus
El anteojitos de Sangkar (Zosterops melanurus) es una especie de ave paseriforme de la familia Zosteropidae propia del Sudeste Asiático.

## Taxonomía
La especie fue descrita científicamente por el zoólogo alemán Gustav Hartlaub en 1865 como Zosterops melanura. El epíteto específico melanurus deriva de las palabras griegas melas que significa «negro» y oura «cola», «de cola negra». Anteriormente era tratada como subespecie del anteojitos oriental, pero en base al resultado de un estudio de filogenética molecular publicado en 2018, en la actualidad se considera como especie separada.

### Subespecies
Se reconocen las siguientes subespecies:
- Z. m. melanurus Hartlaub, 1865 – en el este y centro de Java y Bali;
- Z. m. buxtoni Nicholson, 1879 – en el oeste de Java.